# Ista
Ista este o arie protejată (arie specială de conservare — SAC, sit de importanță comunitară — SCI, arie de protecție specială avifaunistică — SPA) din Suedia întinsă pe o suprafață de 727,6 ha, integral pe uscat.

## Localizare
Centrul sitului Ista este situat la coordonatele 60°14′18″N 16°46′43″E / 60.2382°N 16.7785°E.

## Înființare
Situl Ista a fost declarat sit de importanță comunitară în iulie 2000 pentru a proteja 1 specie de plante și 6 specii de animale. Alte tipuri de protecție:
- arie de protecție specială avifaunistică (în iulie 2000)[2]
- arie specială de conservare (în martie 2011)[1][3][4]

## Biodiversitate
Situată în ecoregiunea boreală, aria protejată conține 6 habitate naturale: Pajiști aluvionare boreale nordice, Păduri aluvionare cu Alnus glutinosa și Fraxinus excelsior (Alno-Padion, Alnion incanae, Salicion albae), Păduri de conifere pe eskere fluvioglaciare sau legate la acestea, Taiga vestică, Râuri naturale fino-scandinave, Mlaștini turboase de tranziție și turbării mișcătoare.
La baza desemnării sitului se află mai multe specii protejate:
- plante (1): Dichelyma capillaceum
- păsări (5): lebădă de iarnă (Cygnus cygnus), ciocănitoare neagră (Dryocopus martius), ciuvică (Glaucidium passerinum), cocor (Grus grus), vultur pescar (Pandion haliaetus)
- pești (1): avat (Aspius aspius)